# Swedish Open 1976
Die Swedish Open 1976 fanden vom 9. bis zum 11. Januar 1976 in Uppsala statt. Es war die 21. Austragung dieser internationalen Meisterschaften von Schweden im Badminton.

## Titelträger
| Disziplin    | Sieger                      |
| ------------ | --------------------------- |
| Herreneinzel | Sture Johnsson              |
| Dameneinzel  | Gillian Gilks               |
| Herrendoppel | Flemming Delfs Elo Hansen   |
| Damendoppel  | Margaret Beck Gillian Gilks |
| Mixed        | Steen Skovgaard Lene Køppen |

## Finalresultate
| Disziplin    | Sieger                          | Finalist                         | Ergebnis         |
| ------------ | ------------------------------- | -------------------------------- | ---------------- |
| Herreneinzel | Sture Johnsson                  | Ray Stevens                      | 15–12, 15–10     |
| Dameneinzel  | Gillian Gilks                   | Lene Køppen                      | 8–11, 11–5, 11–3 |
| Herrendoppel | Flemming Delfs Elo Hansen       | Jesper Helledie Jørgen Mortensen | 15–0, 15–2       |
| Damendoppel  | Gillian Gilks Margaret Lockwood | Marjan Luesken Joke van Beusekom | 15–11, 15–4      |
| Mixed        | Steen Skovgaard Lene Køppen     | Peter Bullivant Gillian Gilks    | 15–6, 15–3       |